# Future Card Buddyfight
Future Card Buddyfight (jap. フューチャーカード バディファイト, Fyūchā Kādo Badifaito) ist ein japanisches Medien-Franchise aus Sammelkartenspiel, Mangaserie und Anime-Fernsehserie, das seit Ende 2013 erscheint. Die Geschichten zum Franchise spielen in einer nahen Zukunft, in der mit den Spielkarten Monster aus einer anderen Welt beschworen werden können.

## Inhalt
Die Geschichten von Anime und Manga spielen im Jahr 2030. Eine neue Technologie ermöglicht es, über Karten des Spiels Buddyfight mit Wesen aus einer anderen Welt zu kommunizieren. Diese werden von den Spielern gerufen und zu ihren Buddies, die sie dann im Spiel einsetzen können. Doch während sich das Spiel großer Beliebtheit erfreut und Turniere abgehalten werden, nutzen andere die Buddies für Straftaten. Gegen diese Taten wurde die Buddy Police eingerichtet.
Der Schüler Gaō Mikado erhält das Monster Drumbunker Dragon als Buddy, den Sohn des größten Helden der Drachenwelt. Mit ihm als besonders starkem Buddy kann Gaō nun gegen starke Gegner antreten, spielt in Turnieren und wird auch mit illegalen Buddy-Nutzern konfrontiert.

## Sammelkartenspiel
Das von Bushiroad entwickelte Spiel wurde im November 2013 angekündigt, womit zugleich die Werbekampagne für das Spiel begann, die auch den Start des Mangas und des Animes beinhaltete. Die ersten Karten des Spiels selbst erschienen am 24. Januar 2014 in Form von zwei Trial Decks, die jeweils dem Helden  Gao Mikado und dessen Gegenspieler Rouga Ragami zugeordnet sind. Am 31. Januar folgte die erste Erweiterung Dragon Chief. Bis 2019 erschienen insgesamt 20 Trial Decks sowie acht Startdecks, darüber hinaus 35 Erweiterungen, sechs Extra Packs sowie diverse andere Kartensammlungen. Die Start- und Trial Decks beinhalten auch einen Lebenspunktezähler, ein Regelbuch und eine Spielmatte.
Der Hersteller Bushiroad unterstützt Turniere und Workshops zum Spiel in Asien, Nordamerika und Europa.

## Manga
Ein Manga zum Kartenspiel wurde von Mitsuhisa Tamura geschrieben und gezeichnet. Er erschien bereits im Vorfeld zum Spiel ab dem November 2013 im Magazin CoroCoro Comic bei Shogakukan. Die Serie wurde im April 2018 abgeschlossen und erschien auch gesammelt in elf Bänden. Von Mai 2018 bis Februar 2019 erschien im gleichen Magazin die Fortsetzung Shin Future Card Buddyfight, die mit einem Sammelband abgeschlossen wurde. Eine englische Ausgabe der Mangaserie erschien bei Shogakukan Asia.

## Anime
Bei den beiden Studios OLM und Xebec entstand eine Animeserie zum Sammelkartenspiel. Regie führte Shigetaka Ikeda und Hauptautor war Masanao Akahoshi. Das Charakterdesign entwarf Kazumi Ono und die künstlerische Leitung lag bei Yuri Takagi. Kazumi Ono leitete die Animationsarbeiten und Motohito Nasu die Computeranimation.
Der Anime startete noch vor dem Kartenspiel am 4. Januar 2014 bei TV Aichi in Japan. Auf die erste Staffel mit 64 Folgen folgten fünf weitere Staffeln. Die letzte mit 43. Folgen wurde am 30. März 2019 abgeschlossen. Der Anime wurde mit englischen Untertiteln und synchronisiert auf Crunchyroll, Hulu und YouTube für englischsprachige Länder veröffentlicht. Teletoon strahlte die Serie im kanadischen Fernsehen aus.

### Synchronisation
| Rolle             | japanischer Sprecher (Seiyū) |
| ----------------- | ---------------------------- |
| Gaō Mikado        | Marie Mizuno                 |
| Drumbunker Dragon | Shintarō Ōhata               |
| Tasuku Ryuenji    | Sōma Saitō                   |
| Jackknife Dragon  | Hiroki Yasumoto              |
| Kuguru Uki        | Mikoi Sasaki                 |
| Baku Omori        | Shūta Morishima              |

### Musik
Die Musik der Serie stammt von Hiroaki Hayama und Kazushi Miyakoda. Die Vorspannlieder sind Card of the Future von Suara und Psychic Lover sowie Buddy Buddy BAAAAAN!! von Marie Mizuno und Shūta Morishima. Für die Abspanne wurden folgende Lieder verwendet:
- Buddy Buddy Fight! von Sora Tokui (japanisch) oder Jenny Shima (englisch)
- Natsuiro Fighting!! (夏色Fighting!!) von Sora Tokui
- Shiny Up! von Suzuko Mimori (japanisch) oder Jenny Shima (englisch)